# Governatore del Vermont
Il Governatore del Vermont (in inglese: Governor of Vermont) è il capo del governo dello stato statunitense del Vermont. Il governatore è eletto ogni due anni, direttamente dall'elettorato; non vi è limite al numero di mandati. L'attuale governatore è Phil Scott, del Partito Repubblicano, ottantaduesima persona a ricoprire l'incarico.
Tra i poteri del governatore vi sono la concessione della grazia, eccetto in caso di tradimento o di impeachment, il comando delle forze militari dello stato (la Vermont State Guard e la Vermont National Guard), la convocazione di sessioni speciali del parlamento e la possibilità di nominare diversi funzionari.
Nel caso il governatore non possa adempiere ai suoi doveri il suo posto è preso dal vicegovernatore del Vermont, che è eletto in un'elezione separata.
L'ufficio del governatore è situato a Montpelier, capitale dello stato, nel Pavilion. L'ufficio cerimoniale si trova invece nella Vermont State House, ed è usato nella sessione legislativa del Parlamento del Vermont.

## Lista dei governatori

### Partiti politici
Democratico (6) 
  Democratico-Repubblicano (6) 
  Federalista (3)
  Indipendente (1) 
  Repubblicano (54)
  Whig (8) 
| #  | Nome                  | Partito                          | Inizio mandato  | Fine mandato    |
| -- | --------------------- | -------------------------------- | --------------- | --------------- |
| 1  | Thomas Chittenden     | nessun partito                   | ottobre 1790    | 25 agosto 1797  |
| 2  | Paul Brigham          | Partito Democratico-Repubblicano | 25 agosto 1797  | 16 ottobre 1797 |
| 3  | Isaac Tichenor        | Partito Federalista              | 16 ottobre 1797 | 9 ottobre 1807  |
| 4  | Israel Smith          | Partito Democratico-Repubblicano | 9 ottobre 1807  | 14 ottobre 1808 |
| 5  | Isaac Tichenor        | Partito Federalista              | 14 ottobre 1808 | 14 ottobre 1809 |
| 6  | Jonas Galusha         | Partito Democratico-Repubblicano | 14 ottobre 1809 | 23 ottobre 1813 |
| 7  | Martin Chittenden     | Partito Federalista              | 23 ottobre 1813 | 14 ottobre 1815 |
| 8  | Jonas Galusha         | Partito Democratico-Repubblicano | 14 ottobre 1815 | 23 ottobre 1820 |
| 9  | Richard Skinner       | Partito Democratico-Repubblicano | 23 ottobre 1820 | 10 ottobre 1823 |
| 10 | Cornelius P. Van Ness | Partito Democratico-Repubblicano | 10 ottobre 1823 | 13 ottobre 1826 |
| 11 | Ezra Butler           | National Republican Party        | 13 ottobre 1826 | 10 ottobre 1828 |
| 12 | Samuel C. Crafts      | National Republican Party        | 10 ottobre 1828 | 18 ottobre 1831 |
| 13 | William A. Palmer     | Partito Anti-Massonico           | 18 ottobre 1831 | 2 novembre 1835 |
| 14 | Silas H. Jennison     | Whig                             | 2 novembre 1835 | 15 ottobre 1841 |
| 15 | Charles Paine         | Whig                             | 15 ottobre 1841 | 13 ottobre 1843 |
| 16 | John Mattocks         | Whig                             | 13 ottobre 1843 | 11 ottobre 1844 |
| 17 | William Slade         | Whig                             | 11 ottobre 1844 | 9 ottobre 1846  |
| 18 | Horace Eaton          | Whig                             | 9 ottobre 1846  | ottobre 1848    |
| 19 | Carlos Coolidge       | Whig                             | ottobre 1848    | 11 ottobre 1850 |
| 20 | Charles K. Williams   | Whig                             | 11 ottobre 1850 | ottobre 1852    |
| 21 | Erastus Fairbanks     | Whig                             | ottobre 1852    | ottobre 1853    |
| 22 | John S. Robinson      | Partito Democratico              | ottobre 1853    | 13 ottobre 1854 |
| 23 | Stephen Royce         | Partito Repubblicano             | 13 ottobre 1854 | 10 ottobre 1856 |
| 24 | Ryland Fletcher       | Partito Repubblicano             | 10 ottobre 1856 | 10 ottobre 1858 |
| 25 | Hiland Hall           | Partito Repubblicano             | 10 ottobre 1858 | 12 ottobre 1860 |
| 26 | Erastus Fairbanks     | Partito Repubblicano             | 12 ottobre 1860 | 11 ottobre 1861 |
| 27 | Frederick Holbrook    | Partito Repubblicano             | 11 ottobre 1861 | 9 ottobre 1863  |
| 28 | J. Gregory Smith      | Partito Repubblicano             | 9 ottobre 1863  | 13 ottobre 1865 |
| 29 | Paul Dillingham       | Partito Repubblicano             | 13 ottobre 1865 | 13 ottobre 1867 |
| 30 | John B. Page          | Partito Repubblicano             | 13 ottobre 1867 | 15 ottobre 1869 |
| 31 | Peter T. Washburn     | Partito Repubblicano             | 15 ottobre 1869 | 7 febbraio 1870 |
| 32 | George W. Hendee      | Partito Repubblicano             | 7 febbraio 1870 | 6 ottobre 1870  |
| 33 | John W. Stewart       | Partito Repubblicano             | 6 ottobre 1870  | 3 ottobre 1872  |
| 34 | Julius Converse       | Partito Repubblicano             | 3 ottobre 1872  | 8 ottobre 1874  |
| 35 | Asahel Peck           | Partito Repubblicano             | 8 ottobre 1874  | 5 ottobre 1876  |
| 36 | Horace Fairbanks      | Partito Repubblicano             | 5 ottobre 1876  | 3 ottobre 1878  |
| 37 | Redfield Proctor      | Partito Repubblicano             | 3 ottobre 1878  | 7 ottobre 1880  |
| 38 | Roswell Farnham       | Partito Repubblicano             | 7 ottobre 1880  | 5 ottobre 1882  |
| 39 | John L. Barstow       | Partito Repubblicano             | 5 ottobre 1882  | 2 ottobre 1884  |
| 40 | Samuel E. Pingree     | Partito Repubblicano             | 2 ottobre 1884  | 7 ottobre 1886  |
| 41 | Ebenezer J. Ormsbee   | Partito Repubblicano             | 7 ottobre 1886  | 4 ottobre 1888  |
| 42 | William P. Dillingham | Partito Repubblicano             | 4 ottobre 1888  | 2 ottobre 1890  |
| 43 | Carroll S. Page       | Partito Repubblicano             | 2 ottobre 1890  | 6 ottobre 1892  |
| 44 | Levi K. Fuller        | Partito Repubblicano             | 6 ottobre 1892  | 4 ottobre 1894  |
| 45 | Urban A. Woodbury     | Partito Repubblicano             | 4 ottobre 1894  | 8 ottobre 1896  |
| 46 | Josiah Grout          | Partito Repubblicano             | 8 ottobre 1896  | 6 ottobre 1898  |
| 47 | Edward C. Smith       | Partito Repubblicano             | 6 ottobre 1898  | 4 ottobre 1900  |
| 48 | William W. Stickney   | Partito Repubblicano             | 4 ottobre 1900  | 3 ottobre 1902  |
| 49 | John G. McCullough    | Partito Repubblicano             | 3 ottobre 1902  | 6 ottobre 1904  |
| 50 | Charles J. Bell       | Partito Repubblicano             | 6 ottobre 1904  | 4 ottobre 1906  |
| 51 | Fletcher D. Proctor   | Partito Repubblicano             | 4 ottobre 1906  | 8 ottobre 1908  |
| 52 | George H. Prouty      | Partito Repubblicano             | 8 ottobre 1908  | 5 ottobre 1910  |
| 53 | John A. Mead          | Partito Repubblicano             | 5 ottobre 1910  | 3 ottobre 1912  |
| 54 | Allen M. Fletcher     | Partito Repubblicano             | 3 ottobre 1912  | 7 gennaio 1915  |
| 55 | Charles W. Gates      | Partito Repubblicano             | 7 gennaio 1915  | 4 gennaio 1917  |
| 56 | Horace F. Graham      | Partito Repubblicano             | 4 gennaio 1917  | 9 gennaio 1919  |
| 57 | Percival W. Clement   | Partito Repubblicano             | 9 gennaio 1919  | 6 gennaio 1921  |
| 58 | James Hartness        | Partito Repubblicano             | 6 gennaio 1921  | 4 gennaio 1923  |
| 59 | Redfield Proctor Jr.  | Partito Repubblicano             | 4 gennaio 1923  | 8 gennaio 1925  |
| 60 | Franklin S. Billings  | Partito Repubblicano             | 8 gennaio 1925  | 6 gennaio 1927  |
| 61 | John E. Weeks         | Partito Repubblicano             | 6 gennaio 1927  | 8 gennaio 1931  |
| 62 | Stanley C. Wilson     | Partito Repubblicano             | 8 gennaio 1931  | 10 gennaio 1935 |
| 63 | Charles Manley Smith  | Partito Repubblicano             | 10 gennaio 1935 | 7 gennaio 1937  |
| 64 | George David Aiken    | Partito Repubblicano             | 7 gennaio 1937  | 9 gennaio 1941  |
| 65 | William H. Wills      | Partito Repubblicano             | 9 gennaio 1941  | 4 gennaio 1945  |
| 66 | Mortimer R. Proctor   | Partito Repubblicano             | 4 gennaio 1945  | 9 gennaio 1947  |
| 67 | Ernest W. Gibson Jr.  | Partito Repubblicano             | 9 gennaio 1947  | 16 gennaio 1950 |
| 68 | Harold J. Arthur      | Partito Repubblicano             | 16 gennaio 1950 | 4 gennaio 1951  |
| 69 | Lee E. Emerson        | Partito Repubblicano             | 4 gennaio 1951  | 6 gennaio 1955  |
| 70 | Joseph B. Johnson     | Partito Repubblicano             | 6 gennaio 1955  | 8 gennaio 1959  |
| 71 | Robert Stafford       | Partito Repubblicano             | 8 gennaio 1959  | 5 gennaio 1961  |
| 72 | Frank Ray Keyser      | Partito Repubblicano             | 5 gennaio 1961  | 10 gennaio 1963 |
| 73 | Philip H. Hoff        | Partito Democratico              | 10 gennaio 1963 | 9 gennaio 1969  |
| 74 | Deane C. Davis        | Partito Repubblicano             | 9 gennaio 1969  | 4 gennaio 1973  |
| 75 | Thomas P. Salmon      | Partito Democratico              | 4 gennaio 1973  | 6 gennaio 1977  |
| 76 | Richard A. Snelling   | Partito Repubblicano             | 6 gennaio 1977  | 10 gennaio 1985 |
| 77 | Madeleine M. Kunin    | Partito Democratico              | 10 gennaio 1985 | 10 gennaio 1991 |
| 78 | Richard A. Snelling   | Partito Repubblicano             | 10 gennaio 1991 | 13 agosto 1991  |
| 79 | Howard Dean           | Partito Democratico              | 13 agosto 1991  | 9 gennaio 2003  |
| 80 | Jim Douglas           | Partito Repubblicano             | 9 gennaio 2003  | 6 gennaio 2011  |
| 81 | Peter Shumlin         | Partito Democratico              | 6 gennaio 2011  | 5 gennaio 2017  |
| 82 | Phil Scott            | Partito Repubblicano             | 5 gennaio 2017  | in carica       |